# Odbor za kmetijstvo, gozdarstvo in prehrano Državnega zbora Republike Slovenije
Odbor za kmetijstvo, gozdarstvo in prehrano je bivši odbor Državnega zbora Republike Slovenije.

## Delovanje
»Odbor obravnava predloge zakonov, druge akte in problematiko, ki se nanaša na: kmetijstvo, razvoj podeželja, prehrano in krmo, varstvo rastlin, veterinarstvo in zootehniko, gozdarstvo, lovstvo in ribištvo ter druga vprašanja, ki jih obravnava za ta področja pristojno ministrstvo.
Odbor obravnava zadeve EU s svojega delovnega področja.«
Predhodni odbor je Odbor za kmetijstvo in gozdarstvo.

## Sestava
3. državni zbor Republike Slovenije
- izvoljen: 21. november 2000
- predsednik: Janez Kramberger
- podpredsednik: Geza Džuban
- člani: Mario Gasparini, Blaž Kavčič, Lidija Majnik, Aleksander Merlo, Jožef Špindler, Franc Čebulj, Franc Sušnik, Bogomir Zamernik, Janko Veber, Andrej Fabjan, Franci Rokavec, Alojz Sok, Vojko Čeligoj, Sonja Areh Lavrič, Peter Levič, Maria Pozsonec

4. državni zbor Republike Slovenije
- izvoljen: ?
- predsednik: Marjetka Uhan
- podpredsednik: Janko Veber
- člani: Josip Bajc, Geza Džuban, Bojan Homan, Stane Pajk, Alojz Posedel, Maria Pozsonec, Bojan Rugelj, Borut Sajovic, Alojz Sok, Franc Sušnik, Boštjan Zagorac